# Федерика Пелегрини
Федерика Пелегрини (итал. Federica Pellegrini; рођена 5. августа 1988. у Мираноу) је италијанска пливачица чија је специјалност пливање слободним стилом. Као шеснаестогодишњакиња на Олимпијским играма у Атини освојила је сребрну медаљу. Олимпијска првакиња постала је у Пекингу новим светским рекордом.